# Robert Boyle
Robert Boyle (irsko Robaird Ó Bhaoill) je bil angleški fizik, kemik, teolog in izumitelj irskega porekla, * 25. januar 1627, grad Lismore, Munster, Irska, † 30. december 1691, London, Anglija.
Boylove raziskave imajo očitne alkimistične korenine, vendar se ga kljub temu uvršča med prve sodobne kemike, pionirje sodobnih eksperimentalnih znanstvenih metod  in ustanovitelje sodobne kemije. Najbolj znan je po Boylovem zakonu, ki opisuje obratno sorazmeren odnos med absolutnim tlakom in prostornino idealnega plina, če je temperatura znotraj zaprtega sistema konstantna. Njegovo delo The Sceptical Chymist (Skeptični kemik, 1661) spada med temeljna dela na področju kemije. Leta 1660 je sodeloval pri ustanovitvi londonske Kraljeve družbe.

## Življenje in delo

### Otroštvo in izobrazba
Boyle je bil rojen v eni najbogatejših britanskih družin kot predzadnji, štirinajsti otrok in zadnji, ki je preživel do odraslosti. Njegov oče je bil Richard Boyle, prvi grof Corški, njegova mati pa je bila Catherine Fenton, hči državnega sekretarja za Irsko. Boyle je svojo izobrazbo pričel pri osmih letih na kolidžu v Etonu, pri starosti dvanajst let, leta 1639, pa se je skupaj s starejšim bratom Francisom in tutorjem Isaacom Marcombesom odpravil na potovanje po kontinentalni Evropi. Zaradi upora na Irskem se je Francis vrnil domov, medtem ko je Robert z učiteljem ostal v Ženevi in nadaljeval učenje. Leta 1644 se je Boyle vrnil v Anglijo, kjer se je na svojem posestvu v Starbrigeu v Dorsetu ukvarjal z etično in versko literaturo. Pet let kasneje je začel preučevati naravo na osnovi znanstvenih eksperimentov in si dopisovati z naravoslovci, zbranimi okoli Samuela Hartliba. Pod njihovim vplivom se je Boyle navdušil za eksperimentalno kemijo.

### Znanstvena kariera
Leta 1654 so Boyla povabili v Oxford, kjer je bival med letoma 1656 in 1668. Tam se je družil z drugimi naravoslovci, kot sta John Locke in Robert Hooke. S slednjim sta sestavila zračno črpalko, kar jima je omogočilo raziskovanje obnašanja zraka. Njuna odkritja, povezana s prenosom zvoka, dihanjem in gorenjem sta izdala v knjigi New Experiments Physico-Mechanicall, Touching the Spring of the Air and Its Effects (Novi fizikalnomehanski eksperimenti, oris zračnega pritiska in njegovih učinkov, 1660). Leta 1662 sta Boyle in Hooke z merjenjem tlaka in volumna konstantne količine zraka, na katerega so pritiskale različno velike živosrebrove uteži, prišla do odkritja, ki ga danes poznamo kot Boylov zakon. 
Torej, če je temperatura konstantna, za idealni plin velja:
{\displaystyle p_{1}V_{1}=p_{2}V_{2}=konst.}
Boyle se je pri svojem znanstvenem delu izogibal temu, da bi postavil splošne teoretske osnove na osnovi svojih eksperimentov in opažanj. Prepričan je bil, da je vsa snov sestavljena iz majhnih, nedeljivih delcev, ki se razlikujejo edinole po obliki in gibanju. V delu The Sceptical Chymist (Skeptični kemik, 1661) je Boyle zavrnil teorije o sestavi snovi, kot sta jih zastavila Aristotel in Paracelsus, v delu Origine of Formes and Qualities (Izvor oblik in lastnosti, 1666) pa je s pomočjo opažanj pri kemijskih reakcijah skušal dokazati svojo teorijo o snovi. Kljub vsemu je bil Boyle prepričan, da je z alkimističnimi postopki mogoče kovine pretvoriti v zlato. Zaradi svojih dosežkov na področju kemije velja Boyle za očeta te znanosti.

### Teološka dejavnost
Boyle je bil zelo veren anglikanec, ki je s pomočjo svojega bogastva spodbujal misijonarsko in verskoizobrazbeno dejavnost. Spisal je tudi več verskih del, ki so se zlasti v njegovem zrelem obdobju ukvarjala predvsem z odnosom med vero in razvijajočim se področjem znanosti. Boyla je skrbel domnevni porast ateizma, zato je v temeljnem delu svoje filozofije The Christian Virtuoso (Krščanski virtuoz, 1690) utemeljeval, da je znanost način, kako osvetliti vseprisotnost in dobroto Boga, kar znanstveniku omogoči razumevanje božanskega.

### Pozna leta
Leta 1668 se je Boyle preselil k svoji sestri v London, kjer je v svojem laboratoriju nadaljeval raziskovalno delo. V povprečju je objavil eno knjigo letno, bivanje v Londonu pa mu je omogočilo tudi aktivno sodelovanje v Kraljevi družbi, zato so mu leta 1680 ponudili položaj predsednika, a ga je zavrnil. Boyle je bil večino svojega zrelega obdobja bolehen, doživel pa je tudi več kapi. Umrl je po krajši bolezni, star 64 let, le teden potem, ko je umrla njegova sestra. Svoje znanstvene zapiske je zapustil Kraljevi družbi, zaprosil pa je, da naj izvaja predavanja v obrambo krščanstva. Ta predavanja, poimenovana po Boylu, se še vedno izvajajo.